# 法默斯 (肯塔基州)
法默斯（英語：Farmers）是位於美國肯塔基州羅恩縣的一個人口普查指定地區。

## 人口
根據2020年美國人口普查的數據，法默斯的面積為2.63平方千米，當中陸地面積為2.58平方千米，而水域面積為0.05平方千米。當地共有人口243人，而人口密度為每平方千米92.4人。